# غابة رغدان
غابة رغدان هي غابة تقع في منطقة الباحة بالمملكة العربية السعودية، وتشتهر قرية رغدان قديمًا بسوق الأحد العريق الذي يقام يوم الأحد من كل أسبوع وهو من أشهر أسواق المنطقة حيث يتوافد إليه الناس من كل مكان.

## الموقع
تقع غابة رغدان في منطقة الباحة والتي تقع في الجزء الجنوبي الغربي للمملكة العربية السعودية (أي في النصف الشمالي من الكرة الأرضية على خطي عرض (19 ـ 30 درجة). وتقع على الطريق العام الممتد بين مدينتي الباحة والطائف، وتتميز غابة رغدان بوقوعها على المنحدر الصخري المطل على عقبة الملك فهد بالباحة على ارتفاع يتجاوز (1700) وتفصلها قرية الزرقاء عن مدينة الباحة، وتبعد رغدان بـ (4كم) إلى الشمال الغربي لمركز مدينة الباحة. كما تُعدُّ قرية وسيطة بين مجموعة من القرى، وتستفيد من وسائل النقل والمواصلات المتاحة للمنطقة

## عن غابة رغدان

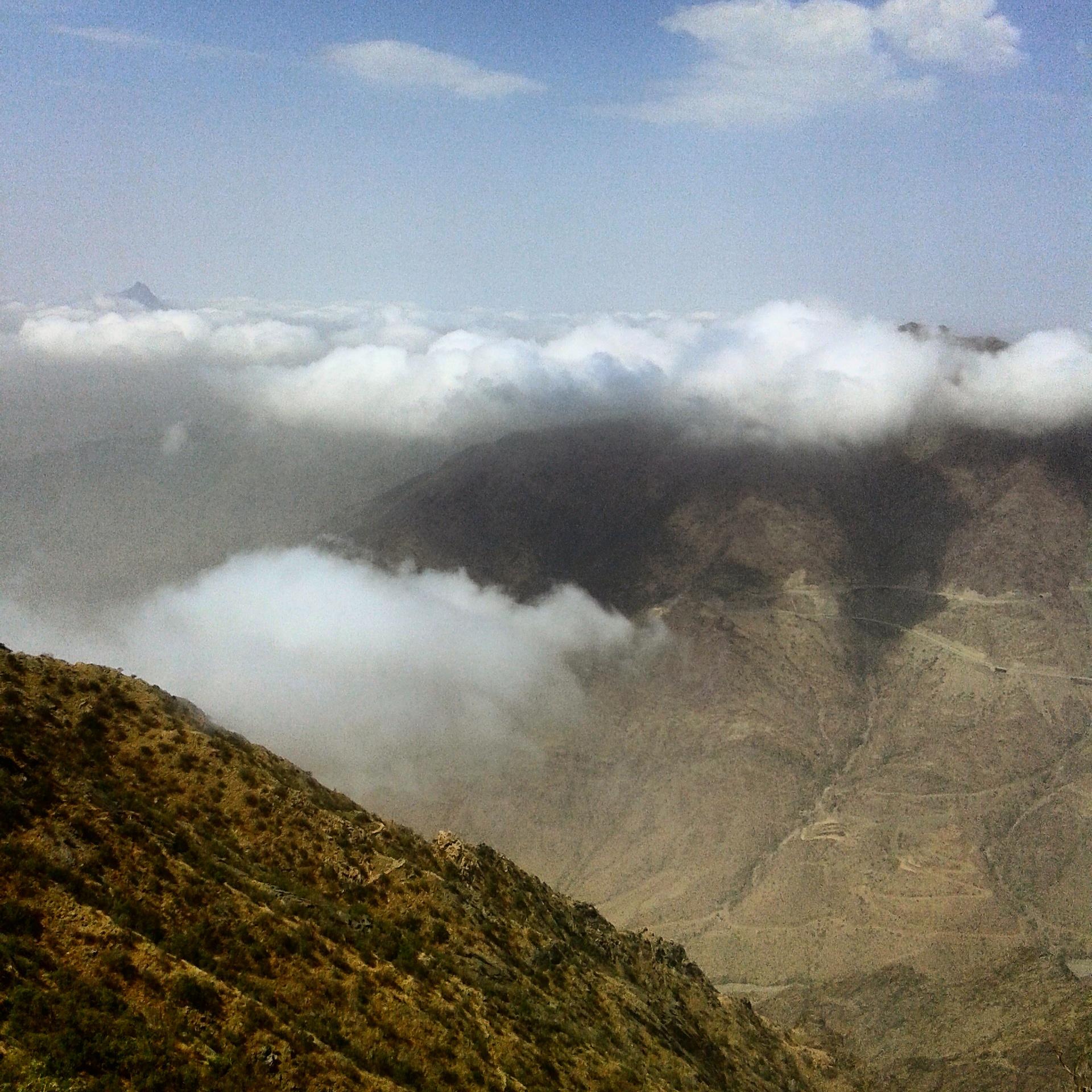
الغابة من الأعلى

غابة رغدان هي الغابة التي تتميز بها الباحة والمنطقة الجنوبية، لكثافة أشجارها وخضرتها، مناخها معتدل طيلة أيام الصيف ولكونها تقع غرب منطقة الباحة وتبعد حوالي 5 كلم، وتطل على
إقليم تهامة وعقبة الملك فهد بالباحة والضباب الذي يتسلق أعالي جبال السراة إلى هذه الغابة، خصوصا في ساعات الصباح الباكر وساعات ما بعد الظهر وحتى ساعات متأخرة من الليل مما يجعل أجواء هذه الغابة صيفا بين المعتدلة والشتوية الممطرة ومما يزيد من جمال المتعة في هذه الغابة إلى جانب الارتفاع الشاهق كثرة مطلاتها على أعماق تهامة المنطقة
وأوديتها السحيقة التي تغوص إليها عقبة الملك فهد كأحد الشرايين المهمة في المنطقة التي تربط بين سراة المنطقة وتهامتها كما أن كثافة الغطاء النباتي بعد آخر من أبعاد جمال هذه الغابة، حيث تواجد أشجار العرعر والطلح وبعض الشجيرات البسيطة، ظل في النهار، ونسيم عليل في الليل.

## المهرجانات

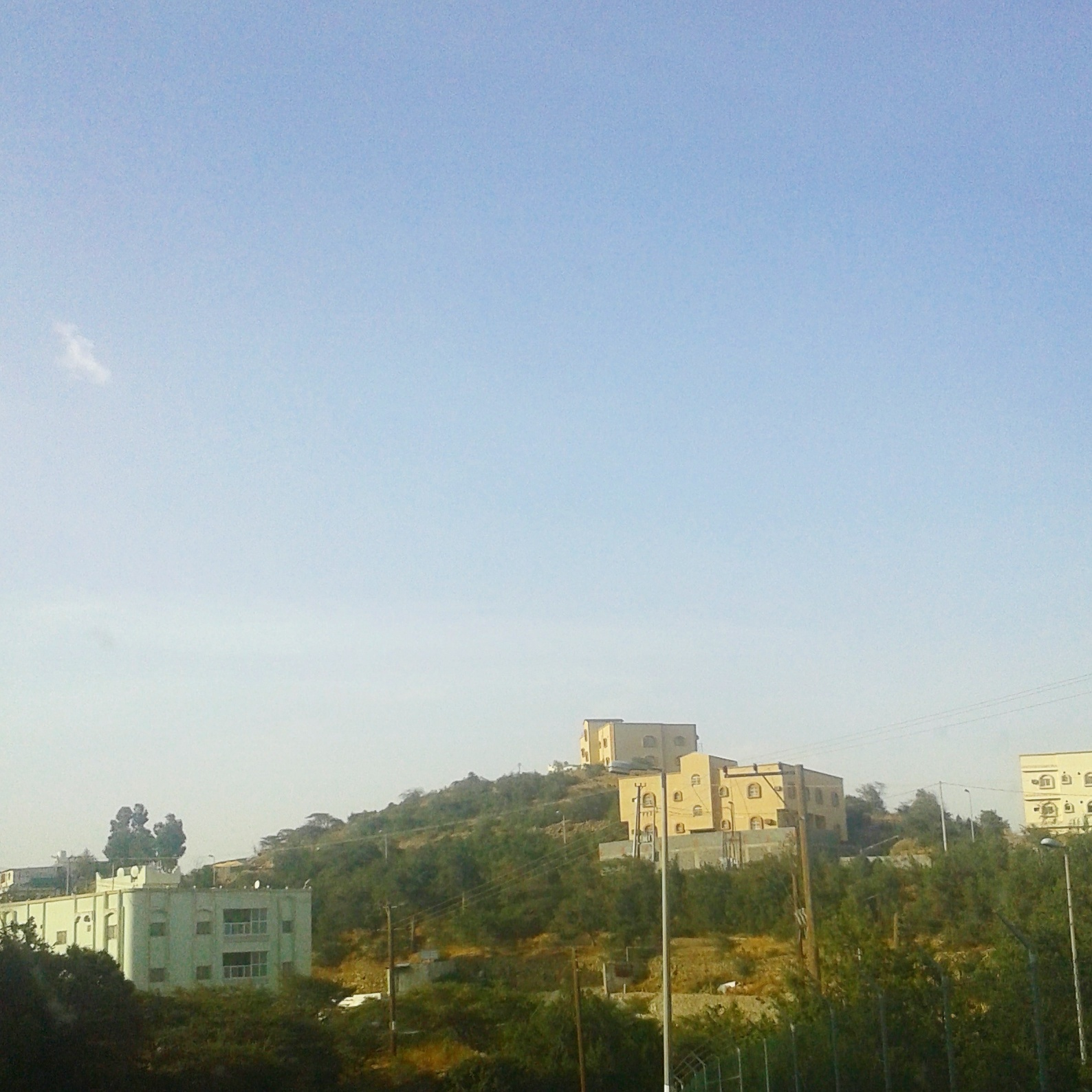
منازل داخل الغابة

مهرجانات الغابة المستمرة في فصل الصيف
- فعاليات باحة الكادي مصيف بلادي
- مهرجان العسل الدولي
- مهرجان العرضة الجنوبية
- مهرجان صيف الباحة
- مهرجان خيمة التسوق
- ملتقى رغدان الإسلامي
- ملتقى رغدان الشبابي
- مهرجان السيرك العالمي
- مهرجان الأسر المنتجة

## مميزات الغابة
1. - تطل على إقليم تهامة

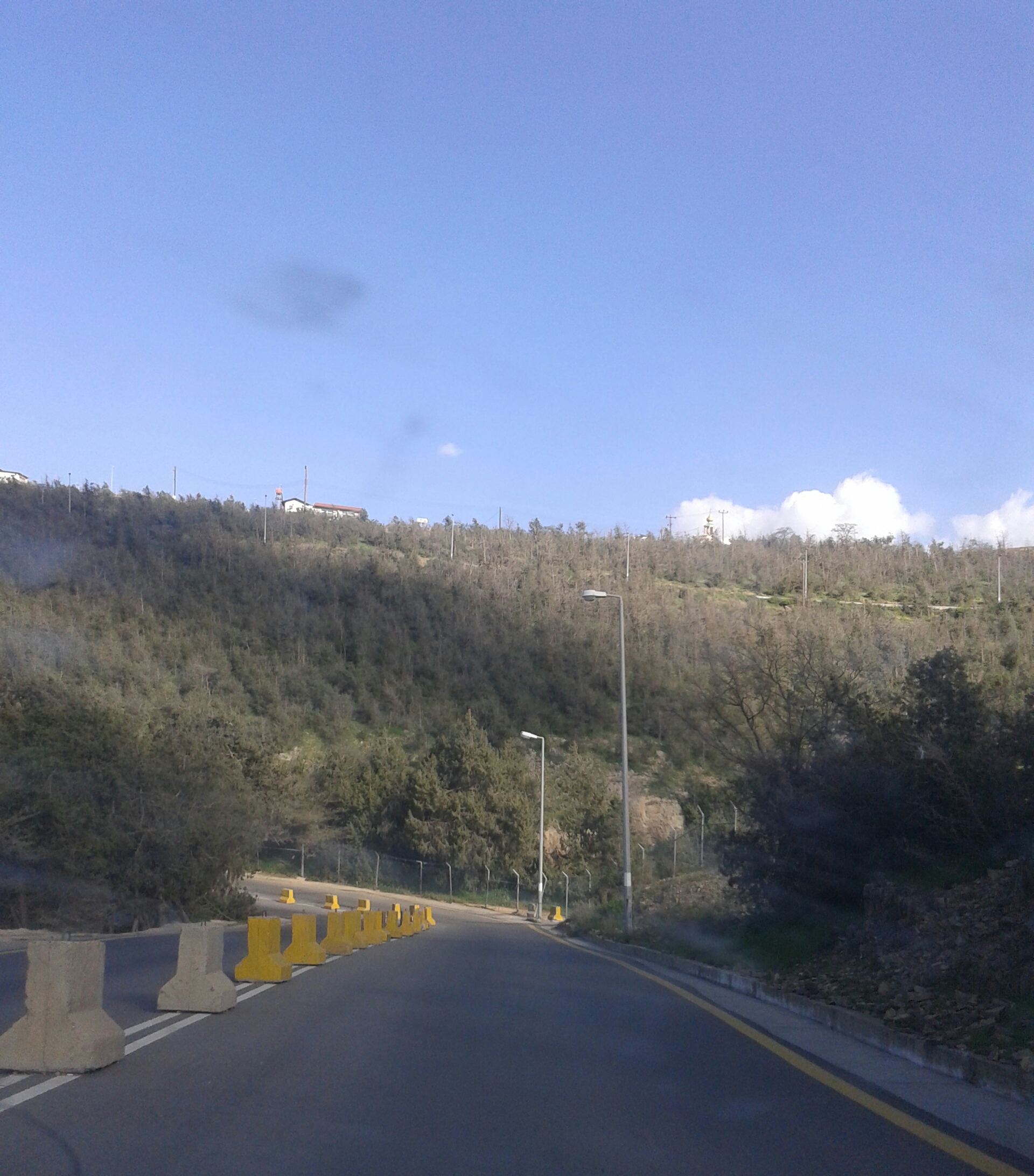
الطريق إلى الغابة

2. - أكبر غابة في الخليج العربي من حيث عدد السواح من خلال الأعوام السبع الماضية
3. - خامس أكبر غابة في منطقة الباحة
4. - تاسع أكبر غابة في المنطقة الجنوبية

## السياحة

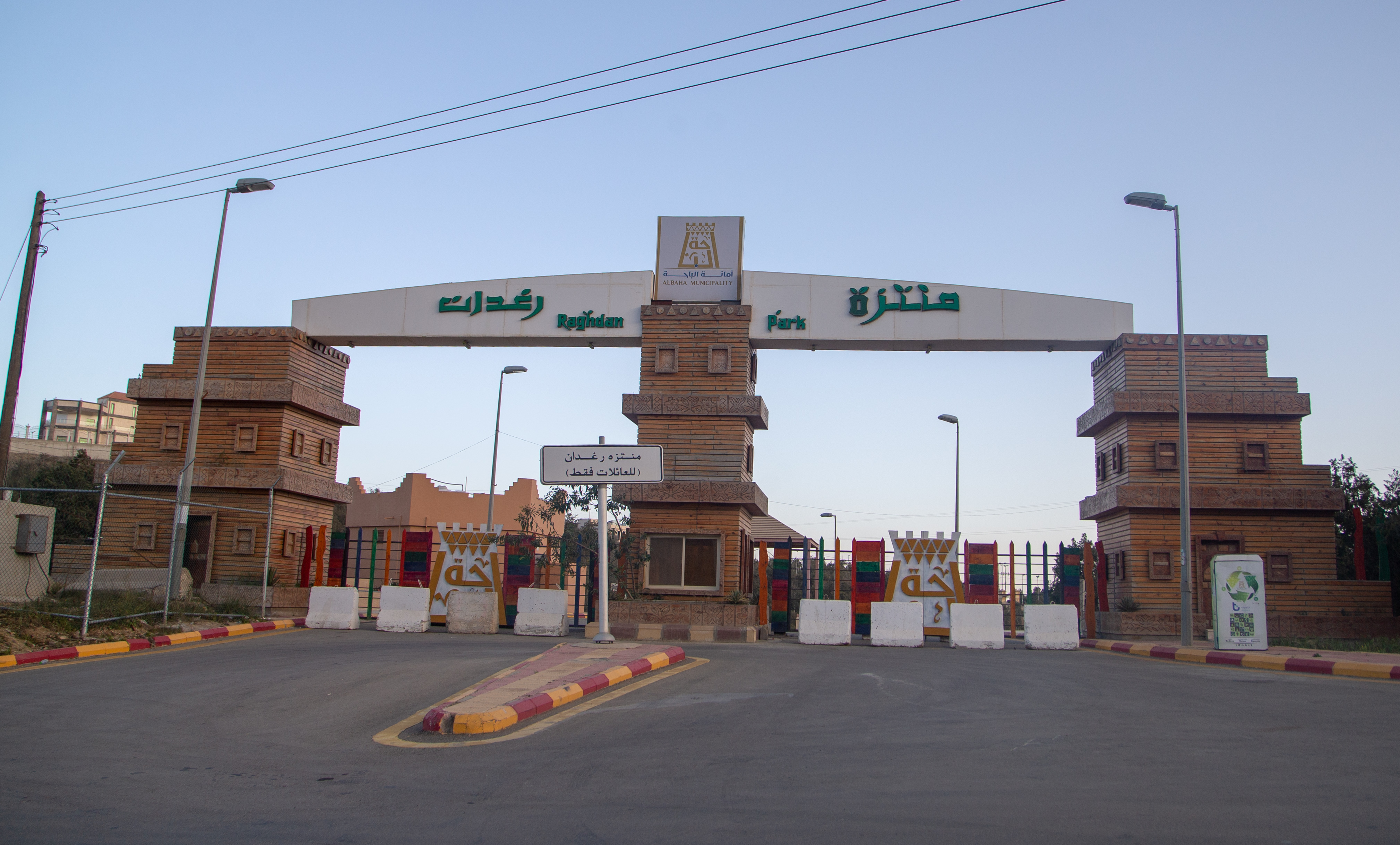
منتزه غابة رغدان

ويوجد داخل الغابة:
- مطلات عائلية
- حدائق للعوائل
- قرية رغدان الترفيهيه
- منتجعات رغدان السياحية
- مسرح وملاهي ساندي الترفيهيه
- حديقة رغدان ZOO
- أسواق الأسر المنتجة
- خيمة رغدان لتسوق